# Olga Wiedecke
Olga Wiedecke, geb. Hornum (* 4. September 1913 in Aurach bei Ansbach; † 1994 in Kiel), war eine deutsche Malerin.

## Leben
Olga Wiedecke war die Tochter eines Forstmeisters und heiratete während des Zweiten Weltkriegs.
Von 1931 bis 1934 besuchte sie die Staatsschule für angewandte Kunst (heute Akademie der Bildenden Künste Nürnberg) in Nürnberg und studierte zwei bis drei Semester an der Kunstakademie München.
Sie verdiente sich ihren Lebensunterhalt, nach dem Tod ihrer Eltern, während des Zweiten Weltkriegs mit Kursen für die Heimgestaltung für den NS-Mutterdienst.
Nach dem Zweiten Weltkrieg war sie zwischenzeitig in Cuxhaven ansässig und wagte einen künstlerischen Neuanfang. Neben Landschafts- und Figurenreliefbildern schuf sie Kaltnadelradierungen und Arbeiten mit Wachskreide in der Stockmar-Farbschab-Wachstechnik. Hierbei war ihre etwas kantige, vereinfachende Figurensprache unter Reduktion des Räumlichen charakteristisch für ihre Arbeiten.
Sie nahm an den Landesschauen Schleswig-Holsteinischer Künstler in den Jahren 1965, 1971 und 1978 teil, sowie 1963 an der Ausstellung Der Mensch unserer Zeit im Goslarer Museum und an der Jahresausstellung 1979/1980 in Goslar und in Kiel an der Ausstellung des Berufsverbands der Bildenden Künstler teil.
In den 1970er Jahren hielt sie sich zum Zeichnen in Albanien auf.
Aus gesundheitlichen Gründen, sie war auf dem linken Auge erblindet, hat sie in den letzten Lebensjahren nicht mehr gearbeitet.

## Mitgliedschaften
Olga Wiedecke war Ehrenmitglied des Bundes bildender Künstler Schleswig-Holstein.